# Weppeler
Weppeler is een gehucht in Lommersweiler, deelgemeente van de stad Sankt Vith in de Belgische provincie Luik.
Weppeler ligt bijna drie kilometer ten oosten van het dorpscentrum van Lommersweiler. Het gehucht ligt op de rechteroever van de Our, die hier de grens met Duitsland vormt. Een paar honderd meter ten oosten ligt op de andere oever van de Our het gehucht Urb, in de Duitse gemeente Winterspelt.

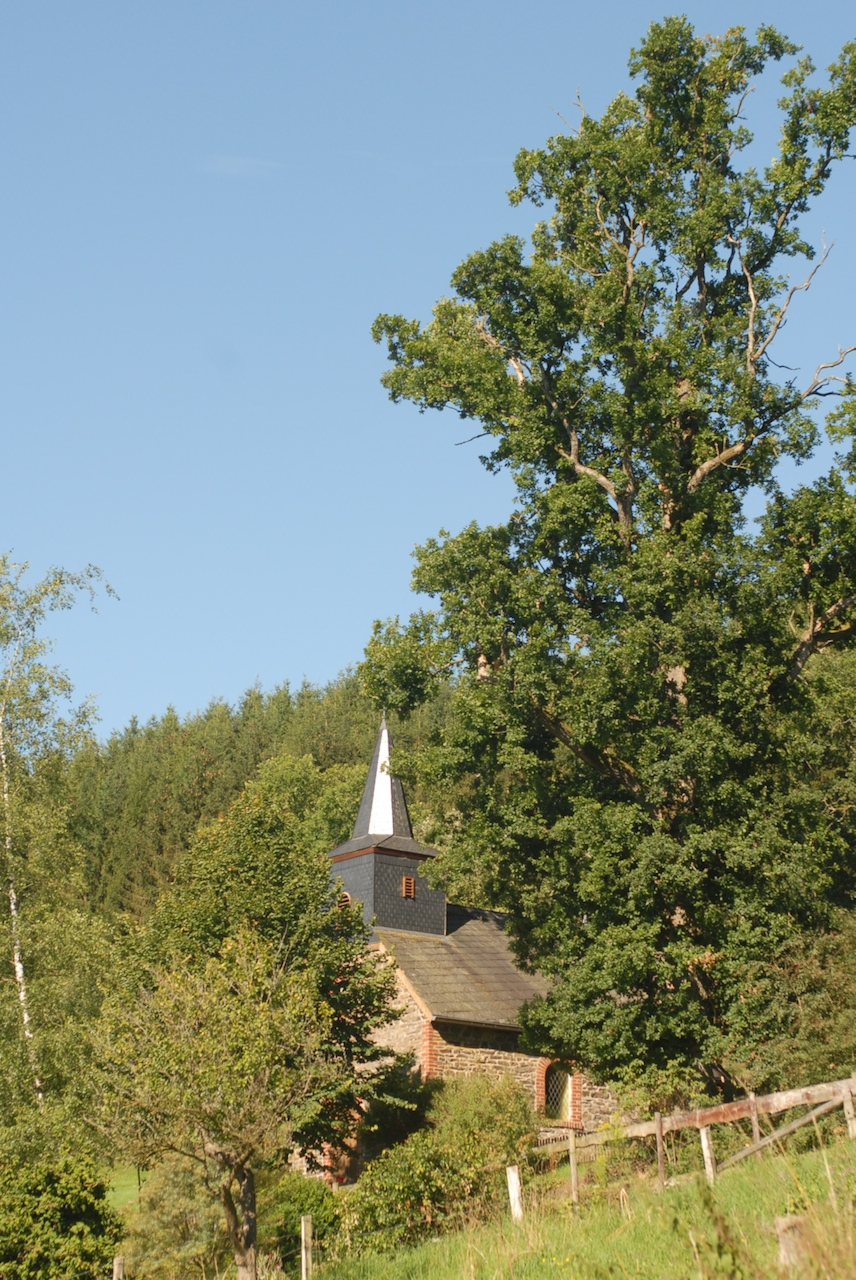
Kapel in Weppeler

## Geschiedenis
Op de Ferrariskaart uit de jaren 1770 is hier een gehuchtje Wefeler weergegeven, aan de westkant van het riviertje de Our die hier toen de grens vormde tussen het Hertogdom Luxemburg, waarin Weppeler lag, en het Keurvorstendom Trier.
Op het eind van het ancien régime, toen tijdens de Franse bezetting eind 18de eeuw de gemeenten werden gecreëerd, werd het gehucht ondergebracht in de gemeente Lommersweiler. Na de Franse bezetting ging het gebied naar Pruisen.
Na de Eerste Wereldoorlog werd de plaats met de Oostkantons bij België aangehecht.
Bij de gemeentelijke fusies van 1977 kwam Weppeler met Lommersweiler bij de gemeente Sankt Vith.
Deelgemeenten: Crombach · Lommersweiler · Recht · Sankt Vith · Schönberg

Overige kernen: Alfersteg · Amelscheid · Andler · Atzerath · Breitfeld · Eiterbach · Emmels (Nieder-Emmels · Ober-Emmels) · Galhausen · Heuem · Hinderhausen · Hünningen · Mackenbach · Neidingen · Neubrück · Neundorf ·  Rödgen · Rodt · Schlierbach · Setz · Steinebrück · Wallerode · Weppeler · Wiesenbach

Belgische gemeenten · Duitstalige Gemeenschap · Arrondissement Verviers · Luik · Wallonië